# Сейсмічність Гренландії
Територія острову Гренландія характеризується підвищеною сейсмічністю.

## Загальна характеристика
Територія Гренландії, автономної установчої країни у складі Королівства Данія та  довколишні райони Атлантичного океану мають підвищений рівень сейсмічності. 
Гренландія розташована в межах Гренландської плити — субплити Північноамериканської літосферної плити. Більшість території — кристалічна платформа, середньою висотою близько 125 м. Головною фізичною особливістю Гренландії є її масивний льодовиковий щит, який за розмірами поступається лише Антарктиді. Льодовиковий щит Гренландії має середню товщину 1500 м (5000 футів), досягає максимальної товщини близько 3000 м (10 000 футів).
Геологічна служба Данії та Гренландії (GEUS) фіксує постійні природні підземні 4-6 бальні землетруси.

## Землетруси у минулі століття
З 1900 року у Гренландії сталося принаймні 6 землетрусів з магнітудою вище 6,0 балів, відповідно, це дозволяє припустити, що землетруси такої потужності відбуваються нечасто, ймовірно, в середньому приблизно кожні 20-25 років.
20 листопада 1933 року, о 18:21 за північноамериканським східним часом (23:21 UTC), в морі Баффіна стався сильний землетрус магнітудою 7,4 балів, який відчувався в Гренландії і на північно-західних територіях Канади.

## Землетруси XXI століття

### 2009
7 липня, у вечірній час, в Гренландії зафіксовано один з найсильніших в історії острова сильно помірний (за шкалою інтенсивності МSK-64) землетрус, магнітуда якого становила 6,1 балів (за шкалою Ріхтера). Епіцентр землетрусу знаходився у морі Баффіна за 170 км від найближчого населеного пункту Тулі на північно-західному узбережжі Гренландії.

### 2012
30 серпня, о 13:43 (за місцевим часом), поблизу Гренландії стався сильно помірний (за шкалою інтенсивності МSK-64) землетрус магнітудою 6,6 балів (за шкалою Ріхтера). Епіцентр землетрусу знаходився за 428 км на схід від гренландської берегової лінії, в акваторії між островом Гренладнія і норвезьким островом Ян-Маєн. Данський телеканал TV2 уточнив, що спочатку Геологічна служба США (USGS) повідомляла про землетрус магнітудою 7,0 балів (за шкалою Ріхтера), який згодом показник було змінено на 6,6 балів (за шкалою Ріхтера). Через 8 хв. після землетрусу в прилеглій акваторії стався афтершок магнітудою 5,2 балів (за шкалою Ріхтера).

### 2013
21 березня біля узбережжя Гренландії стався помірний (за шкалою інтенсивності МSK-64) землетрус магнітудою 5,3 балів (за шкалою Ріхтера). За даними Геологічної служби США (USGS), епіцентр землетрусу знаходився за 790 км на південний схід від міста Нанорталік (крайній південь Гренландії). Гіпоцентр землетрусу залягав на глибині 10 км.

### 2017
18 червня, сильно відчутний (за шкалою інтенсивності МSK-64) землетрус магнітудою до 4,0 балів (за шкалою Ріхтера) спричинив масштабне цунамі та повінь на узбережжі острову Гренландія. За повідомленням видання KNR, внаслідок стихії затоплено значну частину прибережної зони острова, в море змито 9 будинків, щонайменше 4 людини зникли безвісти.
11 вересня, о 00:40:21 (за київським часом), Головним центром спеціального контролю ДКАУ зафіксовано помірний (за шкалою інтенсивності МSK-64) землетрус магнітудою 5,9 балів (за шкалою Ріхтера), епіцентр якого знаходився в Атлантичному океані за 640 км на південний схід від Гренландії.

### 2018
9 листопада, о 01:49:40 (UTC), в Північному Льодовитому океані неподалік від Гренландії та Ісландії стався сильно помірний (за шкалою інтенсивності МSK-64) землетрус магнітудою 6,8 балів (за шкалою Ріхтера). За даними Європейського середземноморського сейсмологічного центру (EMSC) і Геологічної служби США (USGS), епіцентр землетрусу знаходився за 119 км на північний захід від належного Норвегії острова Ян-Майєн, який розташований на кордоні Гренландського і Норвезького морів. Гіпоцентр землетрусу залягав на глибині 10 км.

### 2020
3 жовтня, о 16:22:47 (за київським часом), Головним центром спеціального контролю ДКАУ зафіксовано помірний (за шкалою інтенсивності МSK-64) землетрус магнітудою 5,3 балів (за шкалою Ріхтера), епіцентр якого знаходився на острові Гренландія.

### 2025
24 січня, о 18:55 (за місцевим часом), поблизу Гренландії стався сильно відчутний (за шкалою інтенсивності МSK-64) землетрус магнітудою 4,5 балів (за шкалою Ріхтера). За даними Геологічної служби США (USGS), епіцентр землетрусу знаходився в океані за 134 км на північний-схід від Гренландії. Гіпоцентр землетрусу визначити не вдалося, але передбачається, що вона була невеликою.
25 січня, о 05:31 (за місцевим часом), поблизу Гренландії стався сильно відчутний (за шкалою інтенсивності МSK-64) землетрус магнітудою 4,5 балів (за шкалою Ріхтера). За даними Геологічної служби США (USGS), епіцентр землетрусу знаходився в океані за 155 км на північ від Гренландії. Гіпоцентр землетрусу визначити не вдалося, але передбачається, що вона була невеликою.
22 лютого, об 11:10 (за місцевим часом), поблизу Гренландії стався сильно відчутний (за шкалою інтенсивності МSK-64) землетрус магнітудою 4,2 балів (за шкалою Ріхтера). За даними Геологічної служби США (USGS), епіцентр землетрусу знаходився в океані за 114 км на північ від Гренландії. Гіпоцентр землетрусу визначити не вдалося, але передбачається, що вона була невеликою.
15 липня, о 20:15:57 (за київським часом), Головним центром спеціального контролю ДКАУ зафіксовано помірний (за шкалою інтенсивності МSK-64) землетрус магнітудою 5,6 балів (за шкалою Ріхтера). Епіцентр землетрусу знаходився поблизу узбережжя північної частини острова Гренландія. Гіпоцентр землетрусу залягав на глибині 10 км.